# Манастир Њамц
Њамецка лавра или манастир Њамц (рум. Mănăstirea Neamț) је мушки манастир Румунске православне цркве на североистоку Румуније близу града Таргу Њамц у Молдавској области. Манастир је сврстан у УНЕСКОВУ листу објеката светске културне баштине.

## Опис
Лавра је основана у 14. веку.
У 15. веку манастир постаје центар књижевности, где су рукописе преписивали Гаврил Урик и калиграф Теодор Меришеску и други познати писари.
Крајем 18. века у манастиру се подвизавао преподобни Пајсије Величковски. Он је ту са својим ученицима превео на црквенословенски језик грчко Добротољубље и списе других отаца Источне Цркве.
Њамецка лавра била је једна од највећих средњовековних центара молдавске културе и писмености. Монаси су у Бесарабији обновили Кицкански манастир, који се назива Ново-Њамецком лавром (спрам тога Њамецку лавру називају и Старо-Њамецка лавра).
Године 1934. број житеља Лавре заједно са своја два скита достизао је до 800 људи. У Лаври су се такође налазили духовна академија, типографија молдавског митрополита и велика библиотека.